# Lutkewierum
Lutkewierum (officieel, Fries: Lytsewierrum) is een terpdorp in de gemeente Súdwest-Fryslân, in de Nederlandse provincie Friesland. Lutkewierum ligt ten noorden van Sneek, tussen Bozum en Oostereind aan de Lutkewierummer Opvaart die is verbonden met de Franekervaart. Lutkewierum vormt samen met de dorpen Hennaard, Itens en Rien een gemeenschap die de 4 dorpen (De fjouwer doarpen) wordt genoemd.
In 2023 telde Lutkewierum 70 inwoners. Onder het dorp valt ook de buurtschap Grotewierum. Tot 1954 viel het dorp Rien formeel onder Lutkewierum.

## Geschiedenis
Het dorp is ontstaan op een terp. Deze lag op het oostelijke einde van het gebied van Oosterend, dat een tijdlang een eiland was. Het dorp heeft zich ontwikkeld op en rond de terp. De terp zelf is niet echt meer zichtbaar.
Mogelijk wijst de plaatsnaam naar het feit dat Lutkewierum een van de kleine terpen was rond Oosterend. Er wordt ook wel gezegd dat het ter onderscheiding is van Grotewierum is. Het element Lutke duidt op klein.
De plaatsnaam van Grotewierum duikt echter wel later pas op dan die van Lutkewierum. De eerste bekende vermelding van Lutkewierum is uit 1381 wanneer het aangehaald werd als Liticawerum. Grotewierum wordt voor het eerst vermeld, zover bekend is, in 1529 toen het werd vermeld als Groterwierum.
Lutkewierum werd in 1427 dan weer vermeld als Lytthya Werum, in 1482 als Luttikewerum, in 1496 als Lutke Werum, in 1505 als Luttekewerum, in 1511 als Kleijne Wierum in de 16e eeuw als Luttelwierum.
Tot 1984 behoorde Lutkewierum tot de toenmalige gemeente Hennaarderadeel en van 1984 tot 2018 behoorde het tot de toenmalige gemeente Littenseradeel.

## Beschermd dorpsgezicht
Lutkewierum heeft een beschermd dorpsgezicht, een van de beschermde stads- en dorpsgezichten in Friesland. Het dorp kent echter maar een paar rijksmonumenten.

## Kerk
Het dorp heeft een goed geconserveerde, laat-gotische kerk, de Gertrudiskerk geheten. Hoewel de toren oorspronkelijk van ouder datum is dan de kerk, is deze door latere vernieuwingen toch minder authentiek. Aan het door kerk en kerkhof gevormde cirkelvormige centrum, liggen rondom enige erven op een duidelijke afstand van het ringvormige kerkpad.

## Sport en cultuur
Hoewel het dorp zelf geen echte eigen verenigingen heeft deelt met de drie andere dorpen wel een aantal verenigingen, zoals de kaatsvereniging Itens e.o., de dartclub De Fjouwer Flaaijers en Filmclub de Fjouwerdoarpen en de toneelvereniging uit Rien. Er is een gezamenlijk dorpsbelangenvereniging en dorpskrant. Het dorpshuis De Lytse Fjouwere is gevestigd in Itens.